# Jeune Fille au ruban bleu
Jeune Fille au ruban bleu (doslovně česky Mladá dívka s modrou stuhou) je olejomalba na plátně z roku 1888 od Augusta Renoira, která se nyní nachází v Muzeu výtvarných umění v Lyonu. Jméno modelky není známo, lze ji ale spatřit i na dalších Renoirových dílech, například na obraze Velké koupání (1887) jako mladou ženu, která stříká vodu na ostatní.
Samotný obraz představoval Renoirův návrat k jemnějšímu, delikátnějšímu stylu po letech experimentování s impresionismem. Jak sám tehdy uvedl v dopise obchodníkovi s uměním Paulu Durand-Ruelovi: „Znovu jsem se chopil svého starého stylu, jemného a lehkého na dotek, a nikdy jsem ho neopustil. To proto, abyste si udělal představu o mém novém a konečném způsobu malování“.